# Tromatobia sejuncta
Tromatobia sejuncta är en stekelart som beskrevs av Forster 1888. Tromatobia sejuncta ingår i släktet Tromatobia och familjen brokparasitsteklar. Inga underarter finns listade i Catalogue of Life.